# Partito Liberale Ungherese
Il Partito Liberale Ungherese (in ungherese Magyar Liberális Párt - MLP) è un partito politico ungherese di orientamento liberale fondato nel 2013.
Fino al 2017 è stato guidato da Gábor Fodor, già ministro dell'istruzione ed esponente dell'Alleanza dei Liberi Democratici.

## Risultati elettorali
| Elezione          | Voti                             | %                                | Seggi   |
| ----------------- | -------------------------------- | -------------------------------- | ------- |
| Parlamentari 2014 | Con MSZP - DK - Együtt - PM      | Con MSZP - DK - Együtt - PM      | 1 / 199 |
| Parlamentari 2018 | In MSZP-PM                       | In MSZP-PM                       | 1 / 199 |
| Parlamentari 2022 | Associato a Uniti per l'Ungheria | Associato a Uniti per l'Ungheria | 0 / 199 |